# Aeroportul Sanga-Sanga
Aeroportul Sanga-Sanga (IATA: TWT, ICAO: RPMN) este un aeroport din Bongao⁠(d), Tawi-Tawi⁠(d), Bangsamoro⁠(d), Filipine ce deservește zona Bongao⁠(d). Aeroportul a fost tranzitat în 2022 de 106.711 pasageri.
Situat la o altitudine de 7 m, aeroportul dispune de o singură pistă. Este operat de Civil Aviation Authority of the Philippines⁠(d).